# Universitatea Româno-Americană
Universitatea Româno-Americană este o universitate particulară din București, România. Ea a fost fondată de rectorul Ion Smedescu.
Universitatea Româno-Americană este instituție de învățământ superior, persoană juridică de drept privat și de utilitate publică, parte a sistemului național de învățământ, fondată în anul 1991, acreditată prin lege în 2002, evaluată de către ARACIS cu calificativul „Grad de încredere ridicat” în anul 2010, a cărei misiune este să ofere educație și cercetare la un înalt standard de calitate, într-un climat intern stimulativ intelectual atât pentru studenți, cât și pentru corpul profesoral.
Universitatea Româno-Americană a fost înființată în anul 1991, având drept scop promovarea valorilor educaționale ale învățământului superior american pe fondul bogatelor tradiții ale învățământului românesc. Inițiativa înființării Universității Româno-Americane a aparținut regretatului prof.univ.dr. Ion Smedescu, rector fondator al Universității Româno-Americane și președinte al Fundației Româno-Americane pentru Promovarea Educației și Culturii.
Universitatea Româno-Americană este o instituție independentă, nefiind afiliată la American University sau sponsorizată de aceasta.

### Misiune
Universitatea Româno-Americană are ca misiune educația, învățământul, cercetarea științifică și inovarea, cultivând valorile științei și culturii universale în general.
Prin misiunea asumată universitatea urmărește să contribuie la:
- promovarea excelenței în educație, cercetare științifică, inovare și transfer tehnologic și a responsabilității profesionale, morale și sociale și a creativității în domeniile de competență;
- tezaurizarea și promovarea valorilor culturii și civilizației naționale și universale;
- apărarea cadrului democratic universitar întemeiat pe autonomia universitară și respectul legii, pe respectarea drepturilor și libertăților fundamentale ale omului, în statul de drept

### Valori
- promovarea excelenței;
- responsabilitatea profesională, morală și socială;
- libertatea de gândire și exprimare;
- creativitate și inovare;
- cooperare și comunicare.

### Evoluția Siglei URA
Sigla Aniversară 30 de ani de la înființare

### Istoric
“Universitatea a fost înființată având drept scop promovarea valorilor educaționale ale învățământului superior American, pe fondul bogatelor tradiții ale învățământului românesc. În realizarea acestui deziderat s-a pornit de la faptul că în Statele Unite ale Americii învățământul superior are ca suport modelul general de comportament al societății americane, bazat pe organizarea eficientă a activității, simțul perseverent al datoriei, cultivarea sentimentului muncii, respectul de sine și față de ceilalți, spiritul onest al competiției întreținut de-a lungul întregii vieți, întrecerea cu toți ceilalți și, nu în ultimul rând, cu sine însuși.”, după cum chiar Profesorul Ion Smedescu declară.
- 11 martie 1991 » a avut loc Adunarea de constituire a Universității Româno-Americane la București, în cadrul căreia s-a aprobat Statutul de funcționare al acesteia, care prevedea înființarea a 7 facultăți: Relații comerciale și financiar-bancare interne și internaționale, Management, Economie hotelieră și turism, Informatică, Medicină și sănătate publică, Drept, Inginerie în design și estetica produselor.
- 28 martie 1991 » prin Decizia nr. 364, Ministerul Învățământului și Științei a avizat favorabil înființarea Universității Româno-Americane.
- 17 aprilie 1991 » prin Sentința nr. 295/17.04.1991, Judecătoria Sectorului 1 București, „în baza art. 32 din Decretul 31/1954 și art. 84 și urm. din Legea 21/1924”, a acordat personalitate juridică Universității Româno-Americane, cu sediul în Șoseaua Olteniței, nr. 35-37, sector 4.
- 10 iunie 1991 » a avut loc ședința de constituire a Senatului Universității Româno-Americane, la care regretatul prof.univ.dr. Ion Smedescu a fost ales, în unanimitate, rector și a fost desemnat „Rector fondator al Universității Româno-Americane”. De asemenea, au fost alese primele funcții de conducere conform legii (prorectori, secretar-științific al Senatului, director executiv, decani) și s-au aprobat pentru primul an universitar (1991/1992): planurile de învățământ, cifra de școlarizare, taxele de studii pe forme de învățământ, precum și taxa de înscriere la concursul de admitere.
- Iulie 1991 » organizarea primului examen de admitere, după finalizarea căruia au fost declarați admiși 1.772 de studenți.
- 11 decembrie 1991 » sfârșitul anului 1991 a fost marcat de adoptarea și votarea Constituției României, prin care învățământul particular a fost legal recunoscut ca parte a sistemului național de educație. În aceste condiții, la inițiativa regretatului prof.univ.dr. Ion Smedescu, a luat ființă, pe 11 decembrie 1991, prin Sentința Civilă nr. 34/22.01.1992 a Judecătoriei Sectorului 1 București, Fundația Româno-Americană pentru Promovarea Educației și Culturii (FRAPEC), având drept scop „promovarea și răspândirea valorilor educației civice și culturii române în America și a celor americane în România”. Printre cei 27 de membri fondatori se numărau prestigioase cadre didactice universitare, cercetători, juriști, economiști, medici, etc. Fundația a preluat sub egida sa Universitatea Româno-Americană, pentru a respecta prevederile legale în vigoare și l-a ales ca președinte pe regretatul profesor Ion Smedescu, rectorul Universității.
- 1992 – 1993 » ani de acumulări cantitative și calitative pentru Universitate. În februarie 1992 se înființează Centrul de Cercetare Științifică al Universității; în mai 1992 se organizează prima Sesiune de Comunicări Științifice Studențești, devenind, în timp, tradiție.
- 1994 – 1995 » Derularea procesului de autorizare provizorie, în conformitate cu prevederile Legii 88/1993 privind acreditarea instituțiilor de învățământ superior și recunoașterea diplomelor și Legii 84/1995 – legea învățământului.
- 1996 – 2002 » Derularea procesului de acreditare al Universității, conform prevederilor legale în vigoare, etapă esențială pentru înființarea prin lege.
- 2000 » Se înființează Facultatea de Studii ale Integrării Economice Europene, autorizată provizoriu prin HG nr. 1215/2000.
- 15 mai 2002 » Se publică în Monitorul Oficial Legea 274 privind înființarea Universității Româno-Americane și acreditarea facultăților sale.

- 2002 – 2003 » perioadă de monitorizare instituțională după acreditare, conform prevederilor OMEC nr. 4548/2002.
- septembrie 2002 » organizarea primului examen de finalizare al studiilor universitare de licență în cadrul Universității Româno-Americane, conform legii.
- octombrie 2002 » Ministerul Educației și Cercetării aprobă organizarea și desfășurarea programelor de master (cursuri postuniversitare cu durata de 3 semestre, conform legii).
- octombrie 2003 » Inaugurarea Campusului Universității Româno-Americane cu participarea unor reprezentanți ai conducerii țării și ai universităților americane colaboratoare.
- iunie 2003 » declanșarea procesului de autorizare al formei de învățământ cu frecvență redusă la facultățile de Relații Comerciale și Financiar-Bancare Interne și Internaționale, Management – Marketing, Economia Turismului Intern și Internațional și Drept, conform legii. Prin HG 1069/octombrie 2004, Universitatea a obținut autorizarea de funcționare provizorie pentru învățământul cu frecvență redusă.
- iunie 2004 » o nouă reglementare legală (Legea 288/2004 privind organizarea studiilor universitare), a produs o reformă majoră a structurii învățământului superior din Romania. Legea s-a aplicat începând cu anul universitar 2005-2006 și a vizat reforma Bologna și trecerea la organizarea studiilor universitare pe 3 cicluri: licență – masterat – doctorat.
- reacreditarea instituțională 2007-2010 » Reforma Bologna (2005-2008) impusă de aplicarea prevederilor Legii 288/2004 și a altor reglementări legale, a condus la restructurarea ofertei educaționale a Universității Româno-Americane în raport cu domeniile de studiu existente, specializările aferente acestora și numărul de credite alocat. Odată cu promulgarea Ordonanței de Urgență a Guvernului nr. 75/2005 privind asigurarea calității educației aprobată prin Legea nr. 87/2006, s-a declanșat pe de o parte procesul de reacreditare instituțională (și implicit a fiecărui program de studii), iar pe de altă parte procesul de proiectare și implementare a Sistemului de Management al Calității. În egală măsură, s-au organizat programe noi de masterat, proiectate în corelație cu cele de licență și acreditate de către ARACIS, conform H.G. 404/2006. Pentru prima promoție de absolvenți de licență Bologna ai facultăților economice (iulie 2008), Universitatea oferea 10 programe de studii universitare de masterat (Bologna) acreditate conform legii.
- 2007 – 2008 » cele 4 facultăți cu profil economic ale universității au devenit membre ale Asociației Facultăților de Economie din România (AFER), prestigios organism profesional-științific în care erau cuprinse cele mai valoroase instituții de învățământ superior economic public din România.
- iulie 2010 » evaluarea instituțională și acordarea, în 22 iulie 2010, de către Consiliul ARACIS, cu unanimitate de voturi, a calificativului „Grad de încredere ridicat”, cea mai înalta apreciere națională privind calitatea serviciilor educaționale furnizate de o instituție de învățământ superior, conform legii.
- 2010 – 2011 » diversificarea ofertei educaționale și acreditarea a două programe noi de studii universitare de licență, cu predare exclusiv în limba engleză, la specializările „Afaceri internaționale” (Facultatea de Relații Comerciale și Financiar-Bancare Interne și Internaționale) și „Informatică economică” (Facultatea de Informatică Managerială).
- 2011 » derularea procesului de evaluare în scopul clasificării universității și ierarhizării programelor de studii, în conformitate cu prevederile HG 789/2011 privind aprobarea Metodologiei de evaluare în scopul clasificării universităților și ierarhizărilor programelor de studii și a altor acte normative (OMECTS 4072/2011, OMECTS 4174/2011 si OMECTS 5204/2011). Potrivit prevederilor OMECTS 5262/2011 privind constatarea rezultatelor clasificării universităților, Universitatea Româno-Americană este universitate centrată pe educație.
- Rezultatele ierarhizării programelor de studii valabile pentru anul universitar 2011-2012, conform legii, au fost:
  - Domeniul – Relații economice internaționale, Categoria A (program de excelență, conform legii);
  - Domeniul – Finanțe, Categoria A (program de excelență, conform legii);
  - Domeniul – Management, Categoria B;
  - Domeniul – Marketing, Categoria B;
  - Domeniul – Administrarea afacerilor, Categoria B;
  - Domeniul – Cibernetică, statistică și informatică economică, Categoria B;
  - Domeniul – Drept, Categoria D;
  - Domeniul – Contabilitate, Categoria E.
- 2014 » Sunt lansate primele programe de studii de masterat, cu predare exclusiv în limba engleză: “Finance” – program cu dublă diplomă, derulat în parteneriat cu Universitatea din Siena, “Strategic Marketing” și “Computer Science for Business”.
- 2015 » Evaluarea instituțională și acordarea, în 24 august 2015, de către Consiliul ARACIS, a calificativului „Grad de încredere ridicat”, cea mai înaltă apreciere națională privind calitatea serviciilor educaționale furnizate de o instituție de învățământ superior, conform legii. Crearea programului de studii universitare de masterat “International Business and Entrepreneurship”.
- 2017 » Înființarea Facultății de Educație fizică, Sport și Kinetoterapie și autorizarea în cadrul acesteia a două noi programe de studii universitare de licență: “Educație fizică și Sport” și “Kinetoterapie”. Acreditarea, în cadrul facultăților cu profil economic, a 3 noi programe de studii universitare de masterat: “International economic relations and economic diplomacy”, “Business management in tourism and aviation” și “Managementul logisticii”.

## Facultăți
| Facultatea                                                          | Specializarea                                                     |
| ------------------------------------------------------------------- | ----------------------------------------------------------------- |
| Management – Marketing                                              | Management și Marketing                                           |
| Relații Comerciale și Financiar – Bancare Interne și Internaționale | Relații comerciale și financiar-bancare interne și internaționale |
| Economia Turismului Intern și Internațional                         | Economia turismului intern și internațional                       |
| Informatică Managerială                                             | Informatică Managerială                                           |
| Drept                                                               | Drept                                                             |
| Studii ale Integrării Economice Europene                            | Studii ale Integrării Economice Europene                          |
| Educație Fizică, Sport și Kinetoterapie                             | Educație fizică și sport și Kinetoterapie                         |